# Pitou
Pitou (埤頭鄉S, Pítóu XiāngP) è un comune di Taiwan, situato nella provincia di Taiwan e nella contea di Changhua.